# 빈켈 트리펠 도법

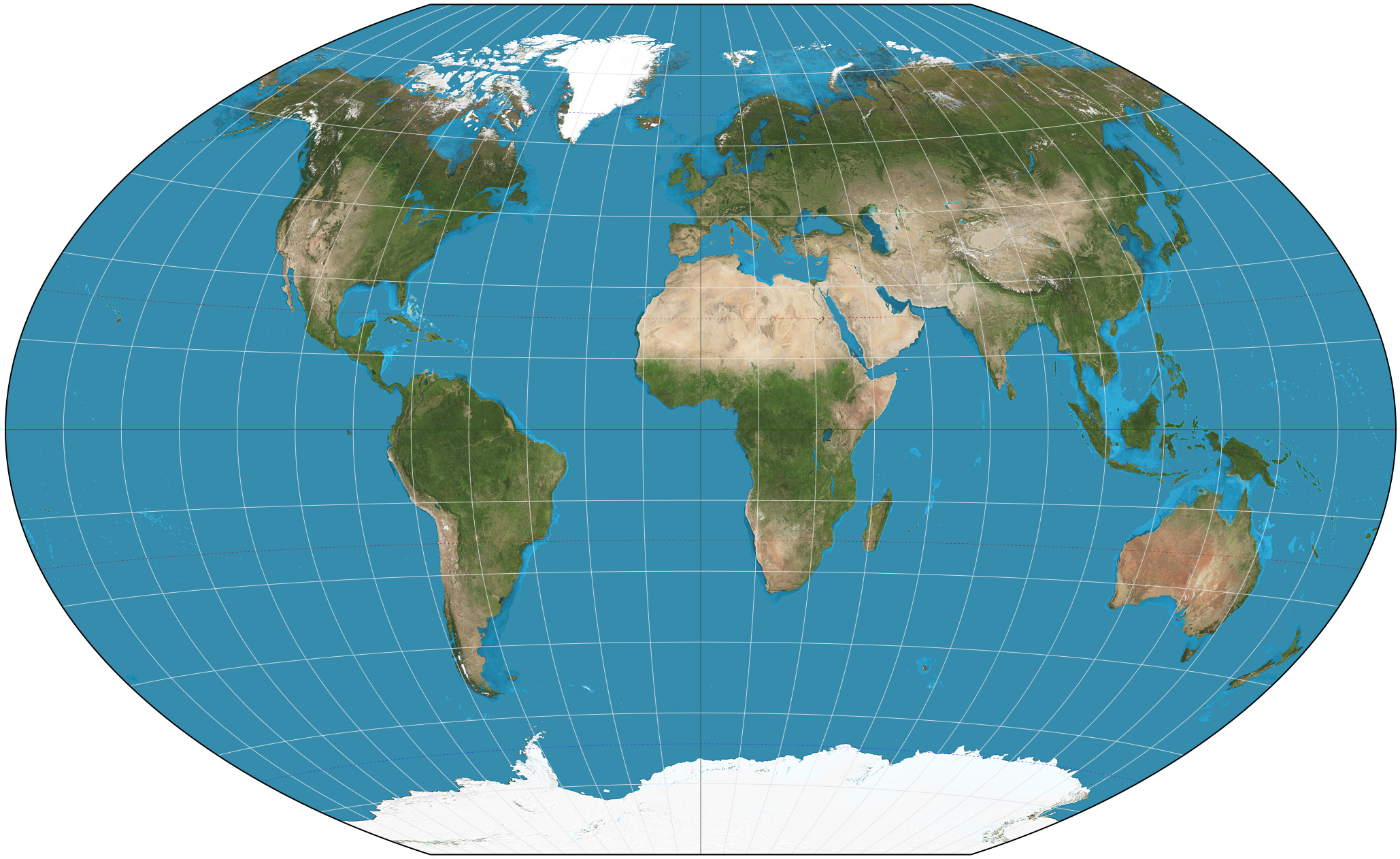

빈켈 트리펠 도법(Winkel tripel 圖法)은 1913년 독일 사람 오스발트 빈켈이 고안해낸 것이다. 극을 점이 아닌 직선으로 표시하는 것은 에케르트도법과 비슷하지만, 적도 이외의 위선이 적도에 대하여 활 모양의 좁은 곡선인 점이 다르다. 정적·정각은 아니지만 면적의 일그러짐이나 각의 일그러짐이 전체적으로 작기 때문에 세계 지도에 많이 이용된다.